# Castenschiold
Castenschiold eller Castenskiold er en dansk brevadelsslægt. Slægtens medlemmer er kendt som godsejere, embedsmænd, officerer og for tjeneste ved hoffet. Slægten har i flere generationer stået kongehuset nær.

## Våben
Skjoldet delt i 4 felter; 
1. . En hjort bag et træ i sølv.
2. . Et rødt hus i guld.
3. . Seks sølvkryds i blåt
4. . Fire røde bjælker i sølv

På hjelmen er der et sort urværkshjul mellem to hjortevier.

## Historie
Slægtens stamfader Jørgen Carstensen, af sønderjysk herkomst, var plantageejer på Sankt Thomas. Hans søn Johan Lorentz Carstens eller Castens (1705-1747), der som plantage- og slaveejer på Sankt Thomas havde tjent en betydelig formue, købte Knabstrup Hovedgård 1745 og blev samme år optaget i den danske adel med navnet Castenschiold.
Han efterlod tre sønner: Kammerherre Carl Adolph Castenschiold til Knabstrup og Hagestedgård (1740-1820), generalmajor Jørgen Frederik Castenschiold til Hørbygård og Store Frederikslund (l741-1819) og general Joachim Melchior Holten Castenschiold til Borreby (1743-1817); fra disse stammer henholdsvis den "ældre" linje, linjen Grevenkop-Castenskiold og den "yngre" linje.
Den ældste af de tre brødre var bl.a. fader til borgmester i Korsør Jacob August Castenschiold (1765-1828) og til generalmajor af rytteriet Christian Ludvig Castenschiold til Hagestedgård (1782-1865), der havde sønnerne overpostmester i København, gehejmeetatsråd Theodor Christian Castenschiold (1814-1883), general Gustav Castenskiold (1815-1886), generalmajor, kammerherre Henrik Castenschiold (1818-1908), der som rytterofficer deltog i begge krige, og gehejmekonferensråd, ordensskatmester Ludvig Castenskiold (1823-1905). 
Ludvig Castenskiold deltog som husarløjtnant i et dristigt angreb på fjenden i slaget ved Kolding 1849 og var senere med ved Fredericia og Isted, 1866 blev han som ritmester stillet à la suite og udnævntes samme år til tjenstgørende kammerherre hos dronning Louise, hvis hofchef han blev 1879. Efter dronningens død var han tjenstgørende kammerherre hos kong Christian IX.
Ludvig Castenskiolds næstældste søn (Anton Castenskiold (1860-1940)) var far til Jørgen Carl Gustav Castenschiold (1893-1978), der blev gift med Prinsesse Dagmar (1890-1961). Dagmar var datter af Kong Frederik VIII og Dronning Louise.
Ludvig Castenskiolds yngste søn, kammerjunker Ludvig Helmuth Frederik Holger Castenskiold (1873-1957), som havde ægtet besidderinden af det for stamhuset Tirsbæk substituerede Ny Tirsbæk'ske Fideikommis, tillige af det for Stamhuset Lønborggård substituerede fideikommis, frøken Carla Benzon-Bull, fik ved bevilling af 30. maj 1900 tilladelse til at føre navnet Castenschiold-Benzon og det Benzon'ske våben i forbindelse med sit eget. Flere medlemmer af denne linje forandrede ifølge patent af 4. februar 1871 navnet til Castenskiold.
Stamfaderen for den yngre linje, general Joachim Melchior Holten Castenschiold, havde to sønner, den dygtige stiftamtmand, kammerherre Johan Carl Thuerecht Castenschiold (1787-1844) og generalmajor, chef for 2. Kavaleribrigade, kammerherre Henrik Gisbert Castenschiold (1783-1856), der var farfader til helten fra 2. Skanse, kammerherre Carl Vilhelm Behagen Castenschiold (1837-1919), hvis brodersøn var generalmajor, generalinspektør for rytteriet Holten Frederik Castenschiold (1865-1950).

### Grevenkop-Castenskiold
Ovennævnte generalmajor Jørgen Frederik Castenschiold, der ægtede Johanne Vilhelmine Grevenkop (1745-1821), var bl.a. fader til oberstløjtnant, kammerherre Caspar Holten Castenschiold til Store og Lille Frederikslund (1780-1854), som ved patent af 5. maj 1826 fik tilladelse til at kalde sig Grevencop-Castenschiold og føre sin moders våben i forbindelse med sit eget; hans efterkommere antog ved patent af 2. marts 1871 navnet Grevenkop-Castenskiold. Hans ældste søn var major, kammerherre, landstingsmand Jørgen Henrik Johannes Grevenkop-Castenskiold (1804-1874), som arvede Store og Lille Frederikslund, mens kammerherre Caspar Holten Grevenkop-Castenskiold (1809-1880) fik Hagestedgård og fader til kammerherre og hofjægermester Casper Holten Jens Peter Grevenkop-Castenskiold (1845-1937).
En anden søn af Caspar Holten Grevencop-Castenschiold var legationssekretær, kammerherre Joachim Melchior Grevenkop-Castenskiold (1807-1878), som var fader til kammerherre og hofjægermester Carl Holten Grevenkop-Castenskiold (1850-1913), overhofmesterinde hos Dronning Alexandrine, stiftsdame, frk. Louise Grevenkop-Castenskiold (1853-1935), ministerresident ved det nederlandske, det belgiske og det luxembourgske hof, kammerherre Johan Vilhelm Grevenkop-Castenskiold (1855-1915), der ved 1. verdenskrigs begyndelse 1914 med megen dygtighed varetog sit lands interesser, og til gesandt ved det storbritanniske hof, kammerherre Henrik Grevenkop-Castenskiold (1862-1921).
Jørgen Henrik Johannes Grevenkop-Castenskiold var fader til hofjægermester og kammerherre Hans Schack Helmuth Grevenkop-Castenskiold (1838-1913), som var fader til Frederik Helmuth Grevenkop-Castenskiold (1869-1932) og hofjægermester Jørgen Adolph Grevenkop-Castenskiold (1868-1941), som var fader til sekondløjtnant og bestyrelsesmedlem i A/S Vølund Jørgen Adolph Grevenkop-Castenskiold (1910-?) og Erik Wilhelm Grevenkop-Castenskiold (1914-2001), som var ejer af A/S Vølund og den sidste ejer af Store Frederikslund og Grevenkop. Han var fader til adm. direktør Gert Lorentz Ingvard Erikssøn Grevenkop-Castenskiold (født 1957).

### Slægtens steder
Foruden de nævnte gårde – Borreby, Knabstrup, Hagestedgård, Hørbygård, Frederikshald, Store og Lille Frederikslund – har medlemmer af slægten bl.a. ejet eller ejer: Bonderup, Hellestrup, Lille Antvorskov, Valbygård, Sophienborg, Esromgård, Mariager Kloster, Ryomgård, Strårupgård, Ussinggaard, Gyllingnæs, Overgård og Kongstedlund. Medlemmer af den ældre linje besidder et pengefideikommis.

## Kongstedlund-slægtens efterkommere
Fra 1922 til 1963 var Kongstedlund i Himmerland ejet af Jørgen Carl Gustav Castenschiold. Jørgen Castenschiold var gift med Prinsesse Dagmar, datter af Frederik 8.
Jørgen Castenschiolds og prinsesse Dagmars fem børn og en række børnebørn. 
- Carl Frederik Anton Jørgen Castenskiold (13. november 1923 – 14. april 2006), gift med Bente Grevenkop-Castenskiold

- Helmuth Jørgen Frederik Carl Castenskiold (født 9. august 1949)

- Louise Caroline Castenskiold (født 1986)

- Jørgen Axel Holten Castenskiold (født 16. december 1951)

- Dagmar Castenskiold (født 25. januar 1956)

- Christian Anders Larsson (født 1982)

- Nina Birgitte Larsson (født 1986)

- Christian Ludwig Gustav Fritz Castenskiold (født 10. juli 1926, sandsynligvis død den 26. februar 2019 i Thousand Oaks, Californien, USA), gift med Cecily Abbots (Christian Castenskiold blev én af Christian 9.'s fire længstlevende oldebørn)

- Alexandra Castenskiold (født 11. juni 1965)

- Jorgen Frederick Aage Erik Helge Castenskiold (16. marts 1928 – 4. maj 1964), gift med Kirsten Schlichtkrull

- Susanne Helene Dagmar Castenskiold (født 13. april 1957)

- Michael Kejser Pedersen (født 1983)

- Maria-Lovisa Castenskiold (født 10. november 1960)

- Dagmar Louise Thyra Sophie Augusta Petra Castenskiold (11. september 1930 – 12. juli 2013), gift med Poul Bitsch

- Erik Jorgen Marius Poul Christian Bitsch (født 9. august 1950)

- Nikolaj Bitsch (født 1980)
- Fie Bitsch (født 1974)

- Hans Jorgen Gorm Bitsch (født 14. januar 1954)

- Poul Bitsch (født 1977)

- Christian Axel Carl Bitsch (født 18. august 1959)

- Brian Christian Brandstrup (født 26. Juni 1980)
- Maria Louise Bitsch (født 29. Juni 1982)
- Jeannette Rocatis Børstrøm Bitsch (født 28. marts  1988)

- Alice Bitsch Thomsen (født 10. December 2009)

- Maximilian

- Christian Frederik (21. august 1931-4. november 1937)